# Marcel Halstenberg
Marcel Halstenberg (ur. 27 września 1991 w Laatzen) – niemiecki piłkarz występujący na pozycji obrońcy w niemieckim klubie Hannover 96 oraz w reprezentacji Niemiec.

## Kariera klubowa
Treningi piłkarskie rozpoczął w SV Germania Grasdorf. W 1999 trafił do Hannover 96, a w 2010 trafił do drużyny rezerw tego klubu. W 2011 przeszedł do zespołu rezerw Borussii Dortmund. W marcu 2013 podpisał trzyletni kontrakt z FC St. Pauli. W sierpniu 2015 podpisał czteroletni kontrakt z RB Leipzig. Zadebiutował w tym klubie 11 września 2015 w wygranym 2:0 meczu z SC Paderborn, a tydzień później w zremisowanym 1:1 spotkaniu z 1. FC Heidenheim strzelił pierwszego gola. W sezonie 2015/2016 awansował z tym klubem do Bundesligi.
W lipcu 2023 podpisał kontrakt z Hannoverem 96.

## Kariera reprezentacyjna
10 listopada 2017 zadebiutował w reprezentacji Niemiec w zremisowanym 0:0 meczu z Anglią. 9 września 2019 strzelił swojego pierwszego gola w kadrze w wygranym 2:0 spotkaniu z Irlandią Północną.

## Życie osobiste
Jest żonaty z Franziską Dzienziol. W październiku 2016 para wzięła ślub cywilny, a w czerwcu 2017 kościelny. Ma brata Benjamina, który również był piłkarzem.